# José María Avilés Pareja

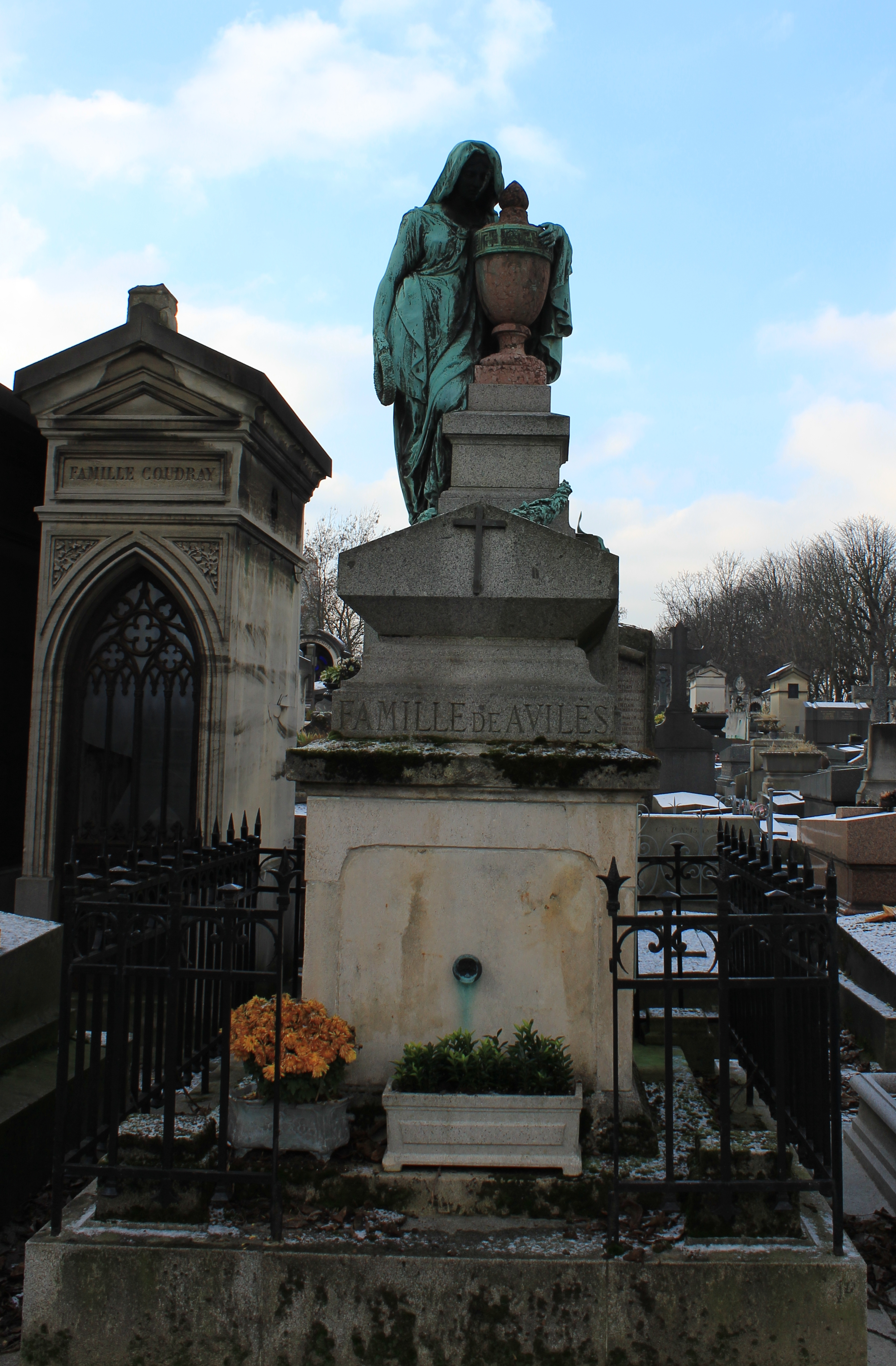

José María Avilés Pareja (* 1816 in Guayaquil; † 20. November 1874 in Marseille) war ein ecuadorianischer Politiker.

## Leben
Avilés war Sohn des reichen Hacienda-Besitzers José Joaquín de Avilés Pareja und seiner ersten Ehefrau, die gleichzeitig dessen Cousine mütterlicherseits war. Avilés Halbbruder aus der zweiten Ehe seines Vaters war der Politiker und Schriftsteller Matías Avilés Giraud (1836–1899), der nach dem Tod des Vaters bei ihm lebte.
Avilés war 1851 für Guayaquil Mitglied der Verfassunggebenden Versammlung, die die fünfte ecuadorianische Verfassung ausarbeitete und verabschiedete. Außerdem war er für seine Heimatprovinz Guayaquil Mitglied des ecuadorianischen Kongresses und Senats sowie Vorsitzender des Stadtrats von Guayaquil.
Am 1. Mai 1859 wurde er Vorsitzender einer Regierungsjunta, die in der ecuadorianischen Hauptstadt Quito die Macht übernahm, während der verfassungsmäßige Präsident Francisco Robles in Guayaquil von der peruanischen Marine belagert war. Die übrigen Mitglieder der Regierungsjunta waren Gabriel García Moreno, Manuel Gómez de la Torre und Pacífico Chiriboga. Avilés trat anstelle des ursprünglich vorgesehenen bisherigen Vizepräsidenten Jerónimo Carrión in die Junta ein. Obwohl er offizielles Oberhaupt war, war die eigentliche Autorität in der Junta der spätere Präsident Gabriel García Moreno. Er führte die Truppen der Junta an, die die Hauptstadt gegen die anrückenden Streitkräfte des mit Robles verbündeten Generals José María Urbina, eines Erzfeindes García Morenos, verteidigen sollte. Nachdem die Truppen der Junta unterlagen, löste sich diese am 4. Juni auf, García Moreno blieb Vorsitzender einer Gegenregierung, floh aber ebenso wie Avilés und die übrigen Mitglieder ins Ausland. Nach dem Sieg García Morenos im Bürgerkrieg gegen die übrigen Präsidenten des Jahres 1859/60, blieb Avilés zunächst an seiner Seite, wandte sich aber während García Morenos verfassungsmäßiger Präsidentschaft wegen dessen rigoroser Verfolgung und Bestrafung von Oppositionellen und Aufständischen von ihm ab.
Gemeinsam mit seinem Bruder unterstützte Avilés 1868 die Vize-Präsidentschaftskandidatur des liberalen Politikers Francisco Javier Aguirre Abad, die durch einen Staatsstreich des Konservativen García Moreno nicht zustande kam. Er ging daraufhin 1869 ins Exil nach Frankreich. Dort war er Ehrenpräsident des Afrika-Instituts in Paris und starb 1874 in Marseille.